# Campeonato de España de Ciclismo en Ruta 1941
El XL Campeonato de España de Ciclismo en Ruta se disputó en Madrid el 13 de julio de 1941 sobre un recorrido de 150 kilómetros con seis vueltas al circuito de la Cuesta de Las Perdices en formato de contrarreloj.   
El ganador fue el corredor Antonio Sancho se impuso en la prueba. Antonio Martín y Julián Berrendero completó el podio.  

## Clasificación final
| Pos. | Ciclista          | Equipo       | Tiempo    |
| ---- | ----------------- | ------------ | --------- |
| 1.   | Antonio Sancho    | CF Barcelona | 4h 04'55" |
| 2.   | Antonio Martín    | RCD Español  | a 4'36"   |
| 3.   | Julián Berrendero | CF Barcelona | a 7'02"   |
| 4.   | Delio Rodríguez   | RCD Español  | a 8'14"   |
| 5.   | Diego Cháfer      | -            | a 10'09"  |
| 6.   | Vicente Carretero | -            | a 12'53"  |
| 7.   | Federico Ezquerra | -            | a 23'21"  |
| -    | Mariano Cañardo   | -            | s.c.      |